# Danville Dashers (FHL)
Danville Dashers je profesionální americký klub ledního hokeje, který sídlí v Danvillu ve státě Illinois. Založen byl v roce 2011. Do profesionální FHL vstoupil v ročníku 2011/12. Své domácí zápasy odehrává v hale David S. Palmer Arena s kapacitou 2 350 diváků. Klubové barvy jsou černá, oranžová a bílá.
Jedná se o vítěze FHL ze sezóny 2016/17.

## Úspěchy
- Vítěz FHL ( 1× )
  - 2016/17

## Přehled ligové účasti
Zdroj: 
- 2011– : Federal Hockey League